# My Precious
My Precious (tiếng Thái: รักแรก โคตรลืมยาก, còn được biết đến với tên tiếng Việt: Châu báu đời tôi) là một bộ phim tình cảm tuổi mới lớn Thái Lan của đạo diễn Kanittha Kwunyoo và Naphat Chitveerapat dựa trên tác phẩm You Are the Apple of My Eye được sản xuất bởi GMMTV với các diễn viên chính Korapat Kirdpan, Rachanun Mahawan, Pawat Chittsawangdee, Wachirawit Ruangwiwat, Trai Nimtawat. Phim được công chiếu vào ngày 27 tháng 4 năm 2023 tại Thái Lan. Tại Việt Nam, phim được công chiếu vào ngày 11 tháng 8 măm 2023.
Ban đầu, phim dự kiến khởi quay và công chiếu trong năm 2020 nhưng do Đại dịch COVID-19 tại Thái Lan đã khiến bộ phim bị hoãn vô thời hạn trước khi được phát hành vào năm 2023.

## Nội dung
Lấy bối cảnh những năm 1999, Tong chàng trai 16 tuổi cùng với bạn là Bank, Mai và Pao thường xuyên phá phách trong trường khiến các giáo viên phải đau đầu. Tong bị phạt ngồi trước Lin, một cô gái thông minh và đáng yêu nhất lớp. Trong khi Lin nhận được nhiều sự chú ý từ bạn bè Tong, thì Tong lại tạo nên bức rào cản với Lin vì anh nghĩ anh quá tuyệt vời để thích một ai khác. Tuy nhiên, trong suốt khoảng thời gian học cùng nhau dẫn họ đến một mối quan hệ sâu sắc không thể nào quên.

## Diễn viên

### Chính
- Korapat Kirdpan (Nanon) vai Tong[4]
- Rachanun Mahawan (Film) vai Lin

### Phụ
- Pawat Chittsawangdee (Ohm) vai Dong
- Wachirawit Ruangwiwat (Chimon) vai Bank
- Trai Nimtawat (Neo) vai Mai
- Thanaset Suriyapornchaikul vai Pao
- Benyapa Jeenprasom (View) vai O
- Ornanong Panyawong vai mẹ Lin
- Surasak Chaiat vai ba Lin
- Pimonwan Hoonthongkam vai mẹ Tong
- Jaturong Mokjok vai ba Tong
- Pusit Dittapisit
- Chayakorn Jutamas (JJ)
- Sattabut Laedeke (Drake) (khách mời)

## Nhạc phim
- รักแรก (First Love) - Nont Tanont[1]

## Sản xuất
Năm 2019, GMMTV lên ý tưởng làm phim truyền hình dài tập. Sau đó công ty đã liên hệ để mua bản quyền You Are the Apple of My Eye từ Đài Loan để làm lại bộ phim này phiên bản Thái Lan. Trước đó, Nhật Bản cũng đã mua lại bộ phim này để sản xuất trong năm 2017 và nhận được phản hồi rất tốt. Đội ngũ sản xuất bộ phim này là một nhà sản xuất đã từng có nhiều bộ phim thành công như Happy Birthday, Who Are You...

## Đón nhận
Bộ phim được công chiếu vào ngày 27 tháng 4 năm 2023, mang về doanh thu 0,52 triệu baht trong tuần đầu tiên. Sau 22 ngày công chiếu, phim thu về 7,74 triệu baht (tính đến ngày 18/05/2023).